# Death Road to Canada
Death Road to Canada es un videojuego roguelike de 2016 desarrollado por Rocketcat Games y Madgarden, y distribuido por Rocketcat. Ambientado en un apocalipsis zombi, el jugador intentará guiar a un grupo de sobrevivientes de Florida hasta «la última nación libre de zombis», Canadá. El juego fue lanzado para Microsoft Windows, OS X y Linux el 22 de julio de 2016, con lanzamientos posteriores para iOS, Android, Nintendo Switch, PlayStation 4 y Xbox One.

## Jugabilidad
Un apocalipsis zombi ha matado a billones y ha destrozado a la civilización mundial. Sin embargo, los zombis son incapaces de moverse en un clima lo suficientemente frío. Un grupo de sobrevivientes, cada uno con diferentes habilidades, intentará manejar desde Florida hasta Canadá con la esperanza de llegar a la zona segura.
La jugabilidad consiste en dos partes: exploración, en la cual el grupo se moverá por los edificios en busca de provisiones y luchará contra los zombis; y los eventos con textos, donde el jugador deberá elegir una respuesta a los problemas, recibiendo beneficios o penalizaciones. También se deberá tener en cuenta la moral del personaje; podrá subir o bajar tras los eventos o la falta de provisiones. Un personaje que se quede sin moral le causará problemas al grupo. Ocasionalmente, el grupo encontrará «asedios», donde deberán sobrevivir a una creciente horda de zombis por una cantidad fija de tiempo. Sobrevivir a un asedio otorgará «puntos zombo» que podrán ser gastados en mejoras permanentes para los viajes futuros.
El viaje al norte durará entre 7 y 999 días dentro del juego, dependiendo del nivel de dificultad. Al final, los sobrevivientes deberán llegar a la frontera canadiense mientras son perseguidos por una horda masiva de zombis. Allí se encontrarán con la policía canadiense y alguien parecido a Justin Trudeau, quien vence fácilmente a los zombis, felicita al grupo y les otorga ciudadanía canadiense.

## Desarrollo
El juego anterior del estudio, Wayward Souls, fue lanzado en 2014, y se comenzó el desarrollo de Death Road to Canada tras su lanzamiento. Uno de los desarrolladores de Rocketcat dijo que «la historia es una interpretación humorística de cómo América ve a Canadá, pensada por alguien que vive en Kitchener». La historia también se vio influenciada por las tonterías del género de zombis, y las posibilidades de una narración generada aleatoriamente. Fue el primer juego del estudio en ser lanzado primero en PC para no necesitar balancear al juego para que fuese rentable en la versión móvil, asegurándose de que fuera divertido para los jugadores y evitando volverlo free-to-play. El desarrollador comentó «los juegos free-to-play esperan que la gente se moleste para hacerlas pagar para reducir su molestia». Los zombis fueron planeados para ser lentos, pero capaces de infligir suficiente daño para que las hordas pudieran abrumar al jugador. Los interludios de texto fueron añadidos para darle a cada personaje la oportunidad de exponer su personalidad. Rocketcat se inspiró en lo que Auwae llamó «las partes involuntariamente graciosas de Walking Dead» y George Romero. En el transcurso del desarrollo, los eventos de texto y la jugabilidad de acción tuvieron la misma prioridad en cierto punto, pero con el tiempo se priorizó más la acción. Desde su lanzamiento inicial en 2016, el juego siguió recibiendo actualizaciones de los desarrolladores.

## Recepción
Death Road to Canada recibió reseñas «generalmente favorables» según Metacritic.
Destructoid aclamó la música llamándola «alegre, contagiosa y memorable». El analista criticó la aleatoriedad que el juego era capaz de tener, «el RNG se siente capaz de destruirte vilmente de vez en cuando sin recurso». A Nintendo Life le gustó el mundo de Death Road to Canada, escribiendo que el juego «permite a los fanes del género de zombis vivir sus fantasías de supervivencia definitivas una y otra vez», mientras que le disgustó la repetitividad del juego, diciendo que «los patrones y resultados se podrán volver bastante predecibles para el jugador promedio». Pocket Gamer sintió que la jugabilidad contribuyó a que el juego fuese una «gema rasposa y hermosamente húmeda».
Neal Ronaghan de Nintendo World Report disfrutó la creación de personajes: «Es divertido crear personajes y tener la habilidad de mejorar a los diferentes arquetipos... lo que significa que puedes tener una pequeña ventaja al empezar el viaje». A Ronaghan le disgustó la aleatoriedad de Death Road, sintiendo que volvía inútiles a las decisiones del personaje: «La naturaleza brutal y aleatoria me hizo sentir que tenía poca influencia en mi misión». A TouchArcade le gustaron los elementos de supervivencia del juego, ya que el analista escribió «Death Road to Canada consigue representar la lucha por la supervivencia».